# Battle.net
Battle.net es un servicio proporcionado por Blizzard Entertainment que permite a jugadores de ciertos videojuegos comunicarse por medio de canales de chat y jugar partidas de los juegos que tienen la capacidad de conectarse a Battle.net.
Fue lanzado en 1996 después del lanzamiento de su videojuego Diablo. Battle.net fue el primer servicio de videojuegos en línea incorporado directamente en los juegos que fueron hechos para este, en contraste con interfaces externas usadas en otros servicios en línea. Esta característica, la facilidad para crear cuentas y que no tiene costo usarlo, hicieron que Battle.net se volviera popular y el mayor punto de venta para Diablo y otros juegos de Blizzard Entertainment.
Desde enero del 2009, Battle.net también se puede usar para comprar o activar claves de videojuegos de Blizzard para luego poder descargar sus clientes.

## Historia
Battle.net Classic
El servicio fue lanzado inicialmente con Diablo en 1996, en su versión inicial solo entregaba servicios muy básicos, tales como un servicio de chat y listado de partidas. Inicialmente Battle.net no almacenaba ningún tipo de información aparte de la cuenta de usuario  en sus servidores y su tarea inicial era la de conectar directamente las partidas de los jugadores. una de las ventajas era que permitía crear partidas privadas de tal forma que los jugadores finalmente terminaban con personas que conocían.
El lanzamiento de StarCraft en 1998 aumento drásticamente el uso de Battle.net y se le añadieron funcionalidades como un ranking y filtrado de juegos. Battle.net creció incluso más una vez salido la expansión de Starcraft, llamada StarCraft: Brood War, llegando a albergar casi 10 000 jugadores simultáneos.
Adicionalmente Starcraft brindo un sistema de protección a través de claves de CD, para verificar que se estaban utilizando copias legales del juego. bajo Diablo, cualquier jugador podía utilizar el sistema, incluso si su copia no era legitima. Posteriormente se agregó en StarCraft: Brood War un sistema de regiones basadas en la ubicación geográfica. Este sistema permitía que solo se pudiera utilizar una clave de jugador en esa región, sin embargo el sistema podía ser burlado conectando un segundo jugador con la misma clave en otra región, esto sin embargo no permitía que dos jugadores pudiesen estar conectados a la misma región utilizando la misma clave de CD.
Battle.net 2.0
El año 2009 Battle.net fue renombrado como parte de los esfuerzos de blizzard para integrar el antiguo servicio con juegos como World of Warcraft el cual funcionaba con una cuenta separada. Posteriormente fue integrándose con nuevos lanzamientos como Starcraft II y Diablo III. El primer juego en soportar nativamente la nueva interfaz de Battle.net fue Starcraft II, se pensó en su momento utilizar esta plataforma para poder compartir mapas públicos y pagados pero finalmente no se implementó esta funcionalidad. El nuevo sistema permitía a los jugadores comunicación entre los diferentes juegos de la compañía.
Renombramiento
El 21 de septiembre de 2016 Blizzard anuncia que retirara la marca Battle.net para renombrar el servicio como Blizzard en una serie de esfuerzos para dirigir la marca de sus nuevos productos. Finalmente el lanzador de Battle.net fue renombrado a Blizzard App en marzo del año 2017.

## Videojuegos compatibles
- Diablo
- Diablo II
- Diablo II: Lord of Destruction
- Diablo III
- Diablo III: Reaper of Souls
- Warcraft II: Battle.net Edition
- Warcraft III: Reign of Chaos
- Warcraft III: The Frozen Throne
- World of Warcraft
- World of Warcraft: The Burning Crusade
- World of Warcraft: Wrath of the Lich King
- World of Warcraft: Cataclysm
- World of Warcraft: Mists of Pandaria
- Overwatch
- World of Warcraft: Warlords of Draenor
- World of Warcraft: Legion
- StarCraft
- StarCraft: Brood War
- StarCraft II
- StarCraft II: Heart of the Swarm
- StarCraft II: Legacy of the Void
- Hearthstone: Heroes of Warcraft
- Heroes of the Storm
- Destiny 2
- Call of Duty: Black Ops 4
- Call of Duty: Modern Warfare
- Call of Duty: Warzone